# Adducció

Plans anatòmics humans

Articulació coxofemoral, mostrant en l'animació els moviments d'adducció i abducció

L'adducció és el moviment pel qual una part del cos s'aproxima al plànol de simetria (sagital) d'aquest. És el moviment que porta un extremitat més a prop de la línia mitjana del cos (el pla sagital). Per exemple, posats els braços en creu, deixar-los caure. Els músculs que causen adducció són els adductors.
L'adducció és el moviment contrari a l'abducció.